# Les Griffes du cauchemar
Série Freddy
La Revanche de Freddy
(1985) Le Cauchemar de Freddy
(1988)
Pour plus de détails, voir Fiche technique et Distribution.
Les Griffes du cauchemar ou Freddy 3 : Les Griffes du Cauchemar au Québec (A Nightmare On Elm Street 3: Dream Warriors) est un film américain réalisé par Chuck Russell et sorti en 1987.
Le film se déroule en 1987, soit un an après les derniers assassinats commis à Elm Street. D'autres adolescents sont mystérieusement assassinés. Parmi les survivants, Kristen et quelques autres adolescents perturbés par leurs nuits, sont internés à l'hôpital psychiatrique de Westin Hills.
Il s'agit du troisième volet de la franchise Freddy. Il fait chronologiquement suite à La Revanche de Freddy (1985) mais l'histoire se déroule quelques années après Les Griffes de la nuit (1984) et certains personnages du premier film, absents du second, sont ici de retour.

## Synopsis
Kristen Parker, une adolescente que l'on juge suicidaire, est internée à l’hôpital psychiatrique de Westin Hills dans l'unité consacrée aux troubles suicidaires et aux troubles liés au sommeil.
La jeune adolescente se rapproche émotionnellement de son groupe de thérapie qui éprouve comme elle, des troubles liés à leurs cauchemars. Nancy Thompson, survivante des assauts de Freddy Krueger, intervient en tant qu'alterne.
Après les morts, aussi énigmatiques qu'effroyables de Philip et Jennifer (Philip a été manipulé comme une marionnette par Freddy et Jennifer a été retrouvée la tête encastrée dans une télévision), deux patients, Nancy suggère l'idée de placer le groupe sous un médicament non-homologué afin de le soumettre à une hypnose collective. Elle souhaite expérimenter les rêves partagés grâce aux dons que Kristen possède. Joey est isolé du groupe par Freddy qui le maintiendra dans le coma afin de pousser les patients à s'endormir pour le secourir.
L'esprit de sœur Mary Helena parvient à renseigner le Dr Goldman (nom d'usage qu'utilise Neil Gordon dans son travail à la place de son nom officiel) sur les moyens de vaincre Freddy. Celui-ci n'avait pas bénéficié de rites funéraires après sa mort et il pouvait continuer à faire des victimes tant que ses ossements n'étaient pas bénis et mis sous terre.
Déjà opposée à l'utilisation d'Hypnocil, le Dr Sims prend la décision de placer tous les patients sous sédatifs (après avoir injustement renvoyé Neil et Nancy), ce qui fait que les Dream Warriors pense qu'elle fait tout pour les donner en appât à Freddy, tandis que certains insultent ouvertement le Dr Sims et espèrent que Freddy la tuera pour les avoir condamnés à la mort (notamment Taryn quand elle apprend le renvoi injuste de Neil et Nancy, qu'elle estimait comme leurs seuls espoirs d'arrêter Freddy une bonne fois pour toutes). Les Dream Warriors restants parviennent à s'endormir sous hypnose pour s'unir à Kristen, placée en isolement. Freddy réussit, cependant, à les séparer pour garder l'ascendant. Il assassine Taryn d'une overdose et Will en le poignardant avec son gant à griffes ainsi que le père de Nancy qui venait de révéler l'emplacement de ses ossements.
Après que Nancy, Kristen et Kincaid aient réussi à libérer Joey, ils sont à leurs tours sauvés par celui ci, qui découvre son pouvoir.
Freddy, qui a réussi à bloquer Joey et Kincaid derrière une porte, blesse mortellement Nancy, qui elle réussi à protéger Kristen en retournant les griffes de Freddy contre lui, Neil asperge d'eau bénite la fosse dans laquelle repose les restes de Freddy, ce qui fait disparaître définitivement Freddy du monde des rêves dans un tourbillon de lumière. Après avoir réussi à enfoncer la porte, Joey et Kincaid constatent tristement Kristen en pleurs promettre à une Nancy mourante de l'emmener dans un doux rêve une dernière fois.
Aux funérailles de Nancy, en présence des trois derniers Dream Warriors survivants, Kincaid, Joey et Kristen, Neil découvre le lien entre Freddy et sœur Mary Helena. Cette dernière était en réalité Amanda Krueger, la mère de Freddy.
Le film se conclut sur Neil s'endormant près de la maisonnette en bois construite par Kristen qui s'illumine, face à la poupée protectrice de Nancy.

## Fiche technique
Sauf indication contraire, les informations mentionnées dans cette section peuvent être confirmées par la base de données cinématographiques IMDb,  présente dans la section « Liens externes ».
- Titre original : A Nightmare On Elm Street 3: Dream Warriors
- Titre français : Les Griffes du cauchemar
- Titre québécois : Les Griffes de la Nuit 3 : Les Griffes du Cauchemar
- Réalisation : Chuck Russell
- Scénario : Wes Craven, Bruce Wagner, Frank Darabont et Chuck Russell, d'après les personnages créés par Wes Craven
- Musique : Angelo Badalamenti
- Décors : James R. Barrows
- Costumes : Camile Schroeder
- Photographie : Roy H. Wagner
- Montage : Terry Stokes et Chuck Weiss
- Production : Robert Shaye

Producteurs délégués : Wes Craven et Stephen Diener
Producteurs associés : Niki Marvin et Steve Thompson
Coproducteur : Sara Risher
- Sociétés de production : Heron Communications et Smart Egg Pictures
- Distribution : New Line Cinema, Les Films Astral et Astral Vidéo
- Budget : 4 000 000 $[4]
- Format : Couleurs - 1,85:1 - son mono - 35 mm
- Pays d'origine :  États-Unis
- Langue originale : anglais
- Genre : horreur (slasher), thriller, fantastique
- Durée : 96 minutes
- Dates de sortie :
  -  États-Unis : 27 février 1987
  -  France : 17 juin 1987
  - Québec : 9 mars 2000 (VHS & DVD)
- Interdit aux moins de 12 ans lors de sa sortie en France
- Affiche : Laurent Melki (France)

## Distribution
- Heather Langenkamp (VQ : Genevieve De Rocray) : Nancy Thompson
- Craig Wasson (VF : Joël Martineau)  (VQ : Mario Desmarais) : « le docteur Goldman » Neil Gordon
- Patricia Arquette (VF : Séverine Morisot) (VQ: Aline Pinsonneault) : Kristen Parker
- Robert Englund (VF : François Siener) (VQ : Yves Massicotte) : Freddy Krueger
- Ken Sagoes ( VQ : Gilbert Lachance) : Roland Kincaid
- Rodney Eastman (VF : Nicolas Brémont) (VQ : François Godin) : Joey Crusel
- Jennifer Rubin (VF : Amélie Morin) ( VQ Anne Bédard ) : Taryn White
- Bradley Gregg (en) (VQ : Sébastien Dhavernas) : Phillip Anderson
- Ira Heiden  (VQ : Hugolin Chevrette-Landesque) : William « Will » Stanton
- Laurence Fishburne (VF : Robert Liensol) (VQ : Sylvain Hétu)  : Max
- Penelope Sudrow (VQ : Lisette Dufour) Jennifer Caulfield
- John Saxon  (VQ : Éric Gaudry) : l'agent de sécurité Donald Thompson
- Priscilla Pointer (VQ: Isabelle Miquelon) : le docteur Elizabeth Simms
- Clayton Landey (VQ : Pierre Auger ) :  Lorenzo
- Brooke Bundy (VQ : Christine Bellier) : Elaine Parker
- Dick Cavett : lui-même
- Zsa Zsa Gábor : elle-même (caméo)

## Production

### Genèse et développement
Malgré des résultats au box-office très positifs, le précédent film La Revanche de Freddy reçoit des critiques globalement négatives dans la presse. New Line Cinema hésite alors à lancer la production d'un troisième film. Non impliqué — à sa demande — dans le précédent film, le réalisateur-scénariste du premier film Wes Craven revient ici à l'écriture du scénario. Son intention première est d'écrire un film qui conclurait la franchise. L'idée de départ de Wes Craven est d'introduire Freddy Krueger dans le « monde réel » en l'envoyant chasser les acteurs tournant une nouvelle suite des Griffes de la Nuit. Le studio rejette cette idée jugée trop métafictionnelle — idée finalement « recyclée » pour le 7e film Freddy sort de la nuit. Wes Craven est par ailleurs non disponible pour réaliser le film, car il tourne à cette époque L'Amie mortelle'.
Alors qu'un script n'a été validé, les acteurs John Saxon et Robert Englund écrivent chacun leur propre version pour cette suite. Celui de John Saxon s'intitule How the Nightmare on Elm Street All Began est une préquelle sur Freddy Krueger. L'intrigue imaginée par Robert Englund est titrée Freddy's Funhouse et mettre en scène comme personnage principal la grande sœur de Tina Gray revenant à Springwood pour enquêter sur la mort de sa sœur. L'interprète du personnage principal avouera que cette idée sera réutilisée dans l'épisode pilote de la série télévisée Freddy, le cauchemar de vos nuits.
Avec Bruce Wagner, Wes Craven décide qu'il faut désormais que Freddy affronte pas un mais plusieurs personnages. Il recontacte Heather Langenkamp pour savoir si elle voudrait que son personnage du premier film, Nancy Thompson, revienne dans ce 3e film. L'actrice valide ce choix. Dans divers interviews des acteurs dans les bonus du DVD, il est révélé qu'une idée de scénario racontait l'histoire de jeunes personnages non liés qui finiraient pas se retrouver en un lieu commun pour s'y suicider. Ils auraient découvert plus tard qu'ils étaient reliés par leurs rêves à propos de Freddy Krueger. En raison de l'aspect assez tabou du suicide, cette idée est rejetée, même le suicide est finalement évoqué dans le scénario final.
Le studio propose le poste de réalisateur à Joseph Ruben, notamment pour son film Dreamscape. Engagé sur Le Beau-père (1987), il n'est pas disponible mais suggère d'engager son coscénariste de Dreamscape, Chuck Russell. Ce dernier fait ainsi des débuts de réalisateur. Il participe également à l'écriture du script avec Frank Darabont.

### Attribution des rôles
Les Griffes du cauchemar est le premier film de la mannequinne Jennifer Rubin. Patricia Arquette n'avait quant à elle tourné qu'un seul film avant celui-ci. L'interprète de Freddy Krueger, Robert Englund, avouera avoir été très impressionné par sa performance et lui promet alors une belle carrière.
Winona Ryder a passé une audition pour le rôle de Kristen. Le réalisateur Chuck Russell la pense cependant trop jeune.
Heather Langenkamp reprend le rôle de Nancy Thompson, présente dans le premier film.
Zsa Zsa Gábor fait un caméo dans ce film. C'est initialement Sally Kellerman qui devait faire cette petite apparition.

### Tournage
Le tournage a lieu d'octobre à novembre 1986. Il se déroule à Los Angeles, notamment à UCLA dans le quartier Westwood ou dans l'église St. Brendan à Windsor Square.

### Musique
Bandes originales de Freddy
Les Griffes de la nuit
(1984) Les Griffes du cauchemar
(1987)
La musique du film est composée par Angelo Badalamenti, qui succède à Charles Bernstein et Christopher Young.
Par ailleurs, le groupe de heavy metal Dokken enregistre la chanson Dream Warriors pour le film. Dans le clip, les membres du groupe sauvent le personnage de Patricia Arquette.
Liste des titres
1. Opening - 1:50
2. Puppet Walk - 3:18
3. Save The Children - 1:25
4. Taryn's Deepest Fear - 3:05
5. Deceptive Romance - 1:45
6. Snake Attack - 1:56
7. Magic Butterfly - 1:20
8. The Embrace - 0:42
9. Quiet Room / Wheelchair / Icy Window - 2:41
10. Rumbling Room - 1:15
11. Dreamspace - 0:46
12. The Dream House - 1:50
13. Is Freddy Gone ? / Trouble Starting / Prime Time TV / Icy Window - 4:32
14. Grave Walk - 1:11
15. Nursery Theme - 1:55
16. Lights Out - 1:00

## Accueil

### Critique
Contrairement au précédent volet, le film reçoit des critiques globalement positives. Sur l'agrégateur américain Rotten Tomatoes, il récolte 72% d'opinions favorables pour 36 critiques et une note moyenne de 6⁄10 ; avec comme consensus : « A Nightmare on Elm Street 3: Dream Warriors offre un rebond imaginatif et étonnamment satisfaisant pour une franchise qui commence déjà à succomber à des séquelles (suites) ». Sur Metacritic, il obtient une note moyenne de 49⁄100 pour 11 critiques.
Dans Variety, la critique est assez négative et le journaliste se demande si la mauvaise réalisation de Chuck Russell rend difficile à différencier l'humour intentionnel et l'humour involontaire. Roger Ebert du Chicago Sun-Times lui donne de 1,5⁄4 et s'il apprécie les qualités de production du film et mais que celui-ci ne génère aucune sympathie pour ses personnages. Janet Maslin de The New York Times souligne les qualités visuelles du film : « Les séquences de rêve du film sont ingénieuses et présentent des images de cauchemar et des effets spéciaux remarquables ». S'il n'apprécie pas la prestation de Heather Langenkamp, Kim Newman du magazine Empire écrit notamment : « le film offre des scènes incroyables à la pelle, donnant vie au genre d'images bizarres que l'on ne trouvait auparavant que sur les couvertures de bandes dessinées ».

### Box-office
Produit pour environ 4 millions de dollars, le film récolte 44 793 222 $ au box-office américain. Il s'agit du 20e meilleur film au box-office 1987 au Canada et aux États-Unis et le 4e meilleur film de la franchise en termes de recettes sur ce même territoire.
En France, il attire 660 471 spectateurs en salles. Il réalise donc plus d'entrées que les deux précédents volets.

## Distinctions
- Nomination au prix du meilleur film d'horreur, meilleurs maquillages et meilleur second rôle masculin (Robert Englund), lors des Saturn Awards 1988.
- Prix de la critique et nomination au prix du meilleur film, lors du festival Fantasporto en 1988.
- Le film obtient le prix des Effets Spéciaux du festival de Rex de 1987.

## Commentaire
Le film débute par une citation attribuée à Edgar Allan Poe : « Sleep, those little slices of death. How I loathe them. » (« Le sommeil. Ces petites tranches de mort. Comme je les abhorre. »).